# I Hope I Never
"I Hope I Never" is een single van de Nieuw-Zeelandse artrockgroep Split Enz. Het nummer is geschreven door Tim Finn, de zanger van de band. De single werd in mei 1980 uitgebracht als de tweede single van hun vijfde studioalbum True Colours. Bij de Australische uitgave waren "Hypnotised" en "Carried Away" beiden B-kant van de single, bij de internationale uitgave stond "The Choral Sea" op de B-kant.
In thuisland Australië bereikte het nummer de 18e positie, in Nieuw-Zeeland plek 33 en in de Nederlandse Top 40 werd de 30e positie behaald.

## NPO Radio 2 Top 2000
| Nummer met noteringen in de NPO Radio 2 Top 2000 | '99  | '00 | '01 | '02  | '03  | '04  | '05  | '06  | '07  | '08  | '09  | '10  | '11  |
| ------------------------------------------------ | ---- | --- | --- | ---- | ---- | ---- | ---- | ---- | ---- | ---- | ---- | ---- | ---- |
| I Hope I Never                                   | 1014 | -   | 894 | 1106 | 1345 | 1347 | 1503 | 1503 | 1742 | 1490 | 1812 | 1789 | 1979 |

1. ↑  Een '-' betekent dat het nummer niet was genoteerd en een vetgedrukt getal geeft de hoogste notering aan.
2. ↑  Deze tabel is bijgewerkt tot en met de laatste editie (2024).